# Кеті Карут
Кеті Карут (англ. Cathy Caruth; нар. 1 січня 1955) — американська дослідниця, історикиня і культурологиня. Закінчила Принстонський університет, викладала у Єлі й університеті Еморі. Зараз Кеті Карут є професоркою Корнелльського університету, де викладає на кафедрах англійської та компаративної літератури. Також є співавторкою течії під назвою «Теорія травми».

## Життєпис
Народилася Кеті Карут 1 січня 1955 року у США. Закінчила Принстонський університет із відзнакою за спеціальністю порівняльне літературознавство у 1977 році. Згодом, в 1977-1979-х роках, здобувала освіту з економічного планування в Сеулі, Корея. Потім у 1979 році навчалась два місяці в Перуджі, Італія, але вже у 1988 році повернулася у США. Жінка здобула ступінь докторки філософії, захистивши дисертацію з теми порівняльної літератури в Єльському університеті.
У 1986 році Кеті Карут обійняла посаду асистентки кафедри англійської мови Єльського університету, а у 2006-му стала завідувачкою кафедри порівняльної літератури університету Еморі. З 2010 року є заслуженою професоркою англійської мови Корнелльського університету.
Також Кеті Карут з 1988 року і дотепер працює заступницею редактора в американському психоаналітичному журналі про культуру, мистецтво та науку American Imago. З 2009 року дослідниця працює редакторкою в американському журналі про літературу та травматологію «Психоісторія».

## Сфера зацікавлень
Кеті Карут особливо цікавиться концептами та особливостями індивідуальних та колективних травм, що передаються між поколіннями, свідченнями людей: свідок і псевдосвідок, що пережили або є дотичними до травматичних подій, літературною теорією та анігіляцією. К. Карут разом із колегами стала співавторкою міждисциплінарної течії під назвою «Теорія травми» (Trauma theory). У своїх дослідженнях історикиня намагається зрозуміти, що таке травма, її особливості та значення впливу на окремих індивідів та цілі покоління націй. У своїй праці Trauma: Explorations in Memory дослідниця стверджує, що травма у психологічному вимірі — надлишковий досвід. Саме ця особливість додає травмі важливої характеристики: соціум не може відповісти та опрацювати травматичні події одразу, а відповідно реакція завжди є затриманою. Тобто, із запізненням, травматичний досвід може повторюватися як повернення минулого у різних побутових практиках, пошуку подібних обставин, псевдофобіях чи навіть у мріях та снах. Кеті Карут наголошує на тому, що хоча й травми індивідів можуть поєднуватися, але все ж вони відрізняються від колективних. Індивіди та колективи не можуть опрацювати травматичну ситуацію повністю в момент виникнення, тож згодом вона проявляється в інший час і в іншому місці, тому сучасні покоління відчувають наслідки колективних травм минулого досі.
Великий вплив на сферу зацікавлень Кеті Карут та на розробку «Теорії травми» мав її вчитель Пол де Ман. Вона неодноразово згадувала його у своїх літературних творах, як людину, що сильно вплинула на її досягнення та погляди.